# Catocala locata
Catocala locata är en fjärilsart som beskrevs av Otto Staudinger 1891. Catocala locata ingår i släktet Catocala och familjen nattflyn. Inga underarter finns listade i Catalogue of Life.